# 羯磨
羯磨（こんま、かつま、巴: kamma(ṃ), カンマ(ン)、梵: karma(n), カルマ(ン)）とは、仏教で用いられる多義的な用語の1つ。
原義は「業・行為」だが、そこから「所作・作法」を意味するようになり、派生した様々な意味として多義的に用いられる。

## 僧伽の会議
主な用法の1つが、僧伽（僧団）の会議を指す用法である。その主なものとして、
- 白四羯磨（びゃくしこんま） - 白（議題）提起1回の後、参加者にその賛否を3回入念に問う形式。重要議題で用いられる形式。
- 白二羯磨（びゃくにこんま） - 白（議題）提起1回の後、参加者にその賛否を1回だけ問う簡略形式。軽微な案件で用いられる形式。

の2種類がある。

## 受戒儀式
出家者に具足戒を授ける受戒儀式は、初期仏教の当初から「十衆白四羯磨具足戒法」として、上記の「白四羯磨」の様式を用いていたため、受戒儀式そのものも羯磨と呼ぶようになる。
受戒儀式に参加する10名である「三師七証」の一人、読み上げ役を羯磨師（こんまし）と呼ぶ。